# Joe Wagner
| 3045 Alois        | 8 gennaio 1984 |
| 3512 Eriepa       | 8 gennaio 1984 |
| 3562 Ignatius     | 8 gennaio 1984 |
| 3589 Loyola       | 8 gennaio 1984 |
| 5163 Vollmayr-Lee | 9 ottobre 1983 |
| (13007) 1984 AU   | 8 gennaio 1984 |

Joe Wagner (...) è un astronomo statunitense.
Il Minor Planet Center gli accredita la scoperta di sei asteroidi, effettuate tra il 1983 e il 1984.